# Angelus Bell
『Angelus Bell』（アンジェラス・ベル）は、1991年10月に発売されたGLAYのデモテープである。

## 概要
- GLAYが上京後初めて販売したデモテープである。
- ショップや手売りなどで販売された。
- 出荷本数は多く、現在でも入手は難しくない。
- ジャケットが紫色の初回版、赤色の再発版が存在する。

## 収録曲
1. Beauty Generation
2. LOVE SLAVe
曲目に最後の「e」のみ小文字で記載されている。
3. Industrial Communication
4. ANGELUS